# 憲法問題研究会
憲法問題研究会(けんぽうもんだいけんきゅうかい）は、大内兵衛、宮沢俊義、我妻栄らが中心となり、1958年（昭和33年）6月8日に東京・京都の知識人が創立した団体である。1976年（昭和51年）4月の解散まで、法曹界だけでなく、当時の学界の粋が結集し、日本国憲法について互いの知見を啓発し、講演会を通じ啓蒙的活動をした。

## 沿革
1956年6月11日、岸信介ら60人の議員立法による憲法調査会法が公布・施行された。1957年2月25日、岸は内閣総理大臣に就任。同年8月13日、岸内閣は自主憲法制定ないしは憲法改正を目指し、憲法調査会法にもとづく「憲法調査会」を設置した。政府は宮澤俊義、我妻栄、清宮四郎に憲法調査会への参加を求めたが、3人はいずれもこれを断った。
政府の動きに対抗すべく、1958年6月8日、大内兵衛、宮澤俊義、我妻栄、清宮四郎、茅誠司、恒藤恭、矢内原忠雄、湯川秀樹ら8人が発起人となり「憲法問題研究会」が結成された。50人あまりの知識人が同研究会に集まり、大内が代表世話人を務めた。
1960年5月3日には、主催講演会で、丸山真男「現代における態度決定」など、安保条約の国会審議を慎重にと声明をだした。1964年5月3日には、憲法調査会の多数意見や、伝統と自由の名による憲法改悪に反対する声明をだした。

## 会員

### 東京側
有沢広巳、家永三郎、入江啓四郎、鵜飼信成、大内兵衛、大河内一男、戒能通孝、菊池勇夫、城戸又一、清宮四郎、久野収、佐藤功、高木八尺、竹内好、谷川徹三、辻清明、都留重人、中野好夫、中村哲、南原繁、野村平爾、真野毅、丸山真男、峯村光郎、宮沢俊義、務台理作、宗像誠也、我妻栄。

### 京都側
青山秀夫、浅井清信、磯村哲、井上清、猪木正道、岡本清一、大西芳雄、加藤新平、貝塚茂樹、河野健二、黒田了一、桑原武夫、佐伯千仭、島恭彦、末川博、田畑茂二郎、田畑忍、俵静夫、恒藤恭、名和統一、前芝確三、松井清、松田道雄、森義宣、湯川秀樹、吉村正一郎。

## 会の著作物
- 憲法問題研究会編 編『憲法を生かすもの』岩波書店〈岩波新書〉、1961年。ASIN B000JANJBS。
- 憲法問題研究会編 編『憲法と私たち』岩波書店〈岩波新書〉、1963年。ASIN B000JAIRIS。
- 憲法問題研究会編 編『憲法読本 上』 555巻、岩波書店〈岩波新書〉、1965年。ISBN 978-4004100393。
- 憲法問題研究会編 編『憲法読本 下』 556巻、岩波書店〈岩波新書〉、1965年。ISBN 978-4004100409。